# Cromosoma 13
El cromosoma 13 és un dels 23 parells de cromosomes del cariotip humà. La població té normalment dues còpies d'aquest cromosoma. El cromosoma 13 es compon de prop de 113 milions de bases, que representen entre el 3,5 i el 4% de la quantitat total d'ADN de la cèl·lula.

## Gens

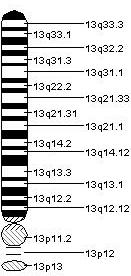
Imatge del cromosoma 13 humà.

El nombre estimat de gens que alberga el cromosoma 13 és d'entre 300 i 700. Alguns d'ells són:
- ATP7B: ATPasa, transport de Cu + +, polipèptids beta (malaltia de Wilson)
- BRCA2: càncer de mama 2, d'hora
- EDNRB: receptor d'endotelina tipus B
- GJB2: proteïna d'unió gap, beta 2, 26kDa (connexina 26)
- GJB6: proteïna d'unió gap, beta 6 (connexina 30)
- PCCA: propionil-coenzim A carboxilasa, polipèptids alfa
- RB1: Retinoblastoma 1 (inclòs osteosarcoma)
- FLT1: tirosina-cinasa FMS-relacionada 1 (receptor de VEGF 1)

## Malalties
- Càncer de bufeta
- Càncer de mama
- Sordesa no sindròmica
- Acidèmia propiònic
- Retinoblastoma
- Síndrome de Waardenburg
- Malaltia de Wilson
- Síndrome de Patau